# 海军罪案调查处：新奥尔良
《重返犯罪現場：紐奧良》（英語：NCIS: New Orleans）是一部结合军队剧情和警察办案过程于一身的美国电视剧，是《重返犯罪現場》的第二部衍生剧（《重返犯罪現場：洛杉矶》为第一部），将于2014-2015电视播出季上映。2014年5月9日，CBS宣布预订该剧。2021年2月，CBS宣布播至第七季，因此全劇於2021年5月23日結束。

## 制作
2013年9月，哥伦比亚广播公司宣布将为《海軍犯罪調查處》开发第二部衍生剧，剧情设定在新奥尔良，并通过主剧利用两集作为植入试映集。试映集拍摄于2014年2月，并在3月25日和4月1日播出。海军罪案调查组演员马克·汉蒙和剧集播出负责人加里·格拉斯伯格将担任执行制片人，CBS制作公司将负责该剧的制作。

## 演出人员

### 常规演员
| 史考特·巴庫拉    | Dwayne Cassius Pride   | 行動主管         | 主演     | 主演   | 主演   |
| Lucas Black      | Christopher Lasalle    | 調查員           | 主演     | 主演   | 主演   |
| Zoe McLellan     | Meredith "Merri" Brody | 調查員           | 主演     | 主演   | 不適用 |
| C. C. H. Pounder | Dr. Loretta Wade       | 法醫             | 主演     | 主演   | 主演   |
| Rob Kerkovich    | Sebastian Voll         | 科學捜査分析官   | 主演     | 主演   | 主演   |
| Daryl Mitchell   | Patton Plame           | 技術職員         | 常規角色 | 主演   | 主演   |
| Shalita Grant    | Sonja Percy            | 調查員           | 常規角色 | 主演   | 主演   |
| Vanessa Ferlito  | Tammy Gregorio         | 前FBI探員 調查員 | 不適用   | 不適用 | 主演   |